# Марк Маркарян
Марк Маркарян е български фотограф от арменски произход.

## Биография
Роден е на 26 септември 1910 г. в Шумен. Неговият баща Врам Маркарян, както и брат му Арам, също са фотографи. Учи в Баварското фотографско училище в Мюнхен при известния фотограф и кинооператор Вили Зилке, което завършва през 1932 г. След това специализира и работи във Виена в студиото на Вили Полак. Участва в пролетната изложба във Виена, откъдето получава диплом и медал за отлично представяне. През 1933 г. се установява в Шумен, където работи до края на живота си. Основател е на Държавната фотография в Шумен, работи и в Регионалния исторически музей.
Докато учи в Мюнхен се запознава с т. нар. благородни процеси, основно усъвършенствани от австрийците Хайнрих Кюн, Ханс Вацек и Хуго Хенеберг. Творбите му са изпълнени по процеса бромомасло.
През 1937 г., заедно с Ростислав Бакалов създават първото любителско филмово студио в Шумен „Росмарк филм“.
Организира ежегодни изложби в Египет, Хонконг, Германия, СССР, Чехословакия и Унгария. Награден е с орден „Кирил и Методий“ – втора степен. Марк Маркарян е един от най-известните артистични фотографи в България.
Умира през 1985 г., на 75-годишна възраст, при поход в Пирин.